# Wayne Messam
Wayne Martin Messam (South Bay, 7 giugno 1975) è un politico statunitense, sindaco della città di Miramar in Florida dal 2015.

## Biografia
Figlio di una coppia proveniente dalla Giamaica, Messam ha frequentato l'Università statale della Florida, giocando anche nella squadra ufficiale di football nel ruolo di ricevitore. Ha conseguito la laurea in Gestione dei sistemi informativi nel 1997. Nel 2007, fonda la Messam Construction, impresa edilizia di cui è primo azionario e proprietario.

### Carriera politica
Dopo essere stato membro della commissione municipale di Miramar dal 2011 al 2015, viene eletto sindaco della città, venendo poi riconfermato nel 2019.

### Candidatura presidenziale
Il 13 marzo 2019, Messam annuncia la nascita di un comitato esplorativo per valutare una eventuale candidatura alle primarie del Partito Democratico per le elezioni presidenziali del 2020. Il 28 marzo successivo, annuncia formalmente la sua candidatura alla Casa Bianca.
Il 19 novembre 2019, Messam interrompe la sua campagna presidenziale e si ritira ufficialmente dalle primarie.